# خیبه‌لاند
خیبه‌لاند (به هلندی: Gijbeland) یک روستا در هلند است که در مولن‌وارد واقع شده‌است. خیبه‌لاند ۸۵۰ نفر جمعیت دارد.